# Udacity
Udacity - Educating the 21st Century (tiếng Việt: Udacity - giáo dục của thế kỷ 21) là một trường Đại học trực tuyến được sáng lập bới ba nhà chế tạo robot bao gồm: David Stavens, Mike Sokolsky và Sebastian Thrun. Udacity được thành lập nhằm góp phần giúp những học sinh/sinh viên không có điều kiện học tập tại những trường đại học hàng đầu thế giới như Stanford có cơ hội tiếp cận những khóa học miễn phí chất lượng cao do những giáo sư danh tiếng giảng dạy.

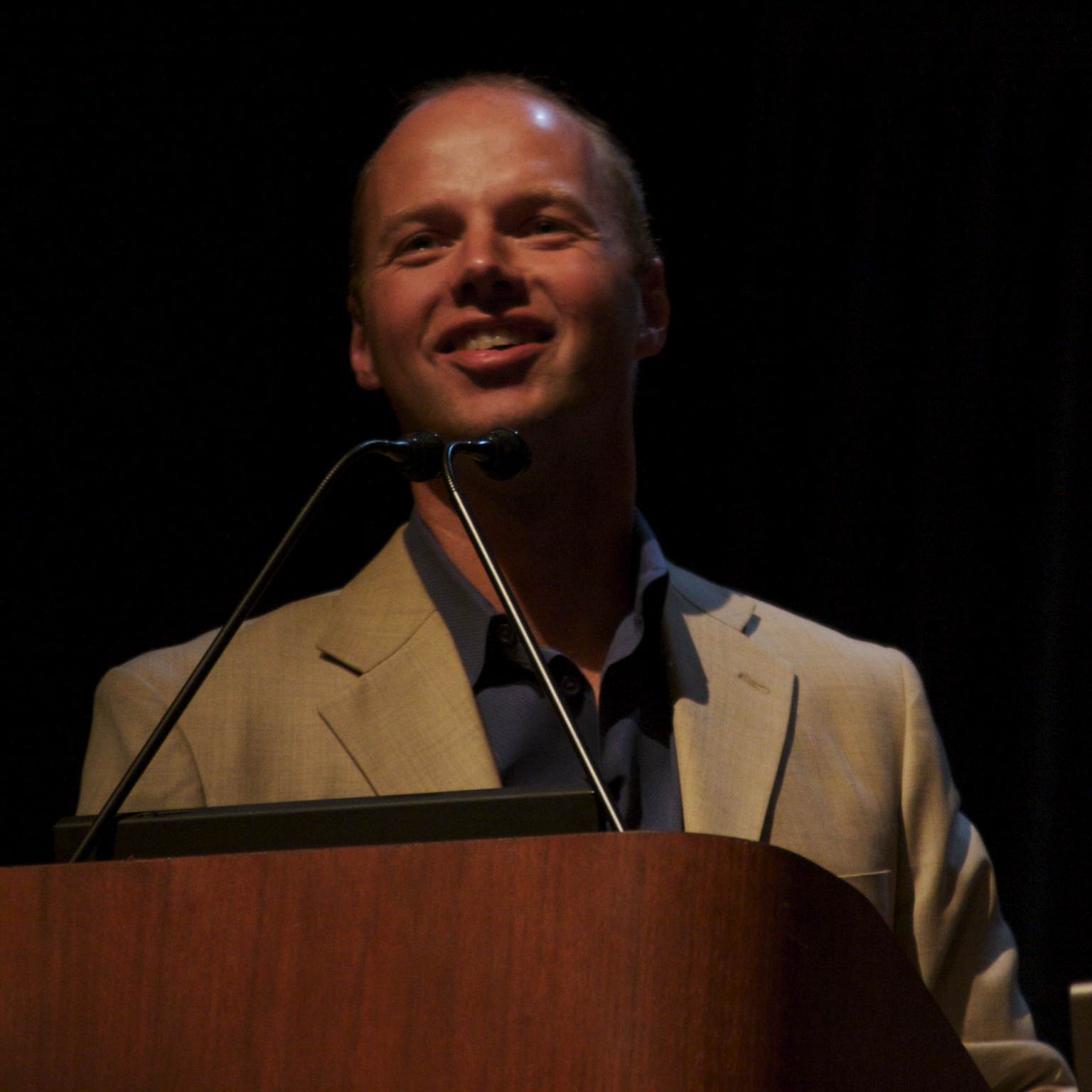
Sebastian Thrun, nhà đồng sáng lập của Udacity. Ảnh chụp năm 2006.

## Mục đích
| “         | Chúng tôi tin rằng giáo dục đại học có thể bao gồm cả chất lượng cao lẫn chi phí thấp. Sử dụng lợi ích kinh tế của Internet, chúng tôi đã kết nối một số giáo sư tuyệt vời nhất cho hàng trăm ngàn sinh viên trên toàn thế giới. | ” |
| — Udacity | |   |

## Các ngành đào tạo
1. Khoa học máy tính (Chiếm đa số)
2. Trí tuệ nhân tạo
3. Toán
4. Vật lý

## Các khóa học

### Phân loại
Hiện tại, các khóa học tại Udacity được chia làm 3 cấp độ 1xx, 2xx và 3xx bao gồm nhiều phần:
- CS1xx: Đây là cấp độ sơ khai dành cho những người chưa có kiến thức về lập trình cũng như tin học.
- PH1xx: Khóa học vật lý cơ bản.
- ST1xx: Khóa học Toán thống kê cơ bản.
- CS2xx: Dành cho những người đã có hiểu biết nhất định về lập trình.
- CS3xx: Dành cho những người đã có kinh nghiệm lập trình.

### Khóa học cấp độ 1xx
- CS101: Xây dựng công cụ tìm kiếm.[2]

## Đặc điểm các khóa học

### Đào tạo
- Ngôn ngữ lập trình được sử dụng: Python.
- Thời lượng: 5 tuần/khóa.

### Xếp hạng học sinh/sinh viên
Kết quả tốt nghiệp sinh viên được dựa vào 50% là kết quả bài tập về nhà và 50% là vào bài thi tốt nghiệp:
- Trong 6 tuần học đầu, mỗi tuần sinh viên được yêu cầu hoàn thành một số bài tập và được chấm điểm theo phần trăm bài làm đúng. Kết quả thấp nhất bị hủy bỏ, 5 kết quả còn lại được sử dụng để quyết định kết quả của sinh viên. (Mỗi kết quả 10%)
- Tuần thứ 7, sinh viên phải hoàn tất bài thi cuối khóa mà nó chiếm đến 50% kết quả cả khóa học.

```
Điểm xếp hạng = (Tổng 5 tuần cao nhất + Điểm thi cuối khóa * 5) / 10
```

Trong quá trình thử nghiệm nhận thấy hệ thống chấm điểm tự động còn nhiều bất cập, Udacity quyết định sẽ lấy kết quả cuối cùng theo công thức:
```
Điểm tốt nghiệp = Max(Điểm xếp hạng, Điểm thi cuối khóa)
```

## Giải thưởng
Tháng 11 năm 2012, nhà sáng lập Sebastian Thrun được trao Giải thưởng Tài năng Hoa Kỳ Smithson trong Giáo dục vì những hoạt động trong việc sáng lập và điều hành Udacity.